# Старе Пшенево
Старе Пше́нево (рос. Старое Пшенево, ерз. Сире Пшянь) — село у складі Ковилкінського району Мордовії, Росія. Входить до складу Краснопрісненського сільського поселення.
Населення — 116 осіб 2010; 157 у 2002).
Національний склад станом на 2002 рік:
- мордва — 84 %